# Tinus prusius
Tinus prusius là một loài nhện trong họ Pisauridae.
Loài này thuộc chi Tinus. Tinus prusius được miêu tả năm 1976 bởi Carico.